# Бахтич, Эдин
Эдин Бахтич (серб. Един Бахтић / Edin Bahtić босн. Edin Bahtič; род. 1 мая 1956, Сараево) — югославский футболист, атакующий полузащитник. За сборную Югославии сыграл 2 матча.

## Карьера
Он начал свою карьеру в молодежной команде «ФК Железничар». Он оставил свою первую команду, учитывая, что уровень не соответствовал игре в первом составе.
Он присоединился к клубу «Враца» в Сараево. Затем он сыграл сезон в клубе «Босна» из Сараево. Чтобы потом вновь вернуться в «Железничар», имея больше опыта игры. В 1978 году он возвращается в родной клуб, где играет почти десять сезонов до 1989 года. Всего в общей сложности он сыграл почти 250 матчей за клуб и забил почти 60 голов.
Во время своего боснийского периода в сезонах 1985/86 и 1986/87 играл в аренде в греческом клубе «Арис».
В сезоне 1984/85, Эдин совместно с англичанином Гэри Баннистером стал лучшим бомбардиром Кубка УЕФА, забив 7 голов. Совместно с «Железничаром» Бахтич дошёл до полуфинала Кубка УЕФА.

## Достижения
- Лучший бомбардир Кубка УЕФА (7 голов, 1984/85) совместно с Гэри Баннистером